# Annemarie Jacir
Annemarie Jacir (Betlemme, 17 gennaio 1974) è una regista, sceneggiatrice e produttrice cinematografica palestinese.
Con il suo film d'esordio, Il sale di questo mare è diventata la prima regista donna palestinese ad aver diretto un lungometraggio.

## Biografia
Nata a Betlemme da un'antica famiglia cristiana, trascorse l'infanzia tra la Palestina e la città di Riad, in Arabia Saudita. Il padre lavorava per la UNRWA, l'agenzia ONU responsabile dei campi-profughi. All'età di 16 anni, Annemarie si trasferì negli Stati Uniti d'America, dove conseguì il diploma presso un collegio femminile di Dallas e si laureò in Politica e Letteratura ai Claremont Colleges, in California.
Prima di studiare cinema, lavorò come operatrice telefonica, conduttrice radiofonica, tutrice di lingua inglese, cameraman e scenografa teatrale. Successivamente, fu assunta in una agenzia letteraria di Hollywood, dove era solita leggere le sceneggiature di registi e scrittori. Quando si accorse che venivano prodotti film anche sulla base di pessimi testi decise di tentare la carriera di regista. Quindi lasciò Hollywood e si trasferì a New York dove conseguì un master in cinema alla Columbia University.
Al termine dei suoi studi, Jacir tornò in Palestina con l'intenzione di fare carriera nel proprio paese e contribuire alla crescita dell'industria cinematografica palestinese. Tuttavia, nel novembre del 2007, dopo avere ultimato le riprese del suo primo lungometraggio, Il sale di questo mare, le autorità israeliane le impedirono di stabilirsi definitivamente in Palestina. Con il marito, incontrato sul set de Il sale di questo mare, si trasferì quindi ad Amman, in Giordania, a pochi chilometri dal confine con la Palestina. Da questa esperienza, che lei stessa ha definito "un esilio", trasse ispirazione per il suo secondo lungometraggio, Quando ti ho visto. Il divieto le fu infine revocato e oggi la regista risiede nella città di Haifa in Israele.

## Carriera
Jacir cominciò a lavorare nel mondo del cinema negli Stati Uniti d'America. Inizialmente, si dedicò ai "mestieri tecnici" del cinema, occupandosi di montaggio, scenografia e fotografia. Il suo esordio alla regia avviene in Palestina. Like Twenty Impossibles fu il primo cortometraggio palestinese a partecipare in concorso al Festival di Cannes. Il film ottenne numerosi riconoscimenti, fra i quali il premio miglior cortometraggio al Chicago International Film Festival. Nel 2004, la rivista Filmmaker la incluse nella lista dei 25 nuovi volti del cinema indipendente.
I film della Jacir raccontano spesso storie di persone comuni che si trovano in circostanze inusuali, sullo sfondo di una Palestina occupata. I primi tre lungometraggi prodotti dalla regista ottennero un ampio successo di critica e furono selezionati ufficialmente per concorrere ai Premi Oscar come miglior film in lingua straniera senza però ricevere la candidatura finale.
Oltre alla carriera da regista e sceneggiatrice di film indipendenti, la Jacir ha tenuto dei corsi di cinema alla Columbia University, al Barnard College di New York, all'Università di Betlemme, alla Birzeit University in Cisgiordania e nei campi-profughi palestinesi e libanesi. Appassionata di poesia e di narrativa, i suoi versi sono stati pubblicati in alcune riviste, quali Ripe Guava, Mizna, e nel libro in lingua inglese The Poetry of Arab Women: A Contemporary Anthology.
Fin da giovane, la Jacir si è inoltre dedicata all'attività di produttrice. Agli inizi degli anni 90, fondò presso la Columbia University la Dreams of a Nation cinema project, un progetto di cinema dedicato alla promozione del cinema palestinese negli Stati Uniti. Nel 2003, in Palestina, curò l'organizzazione di un festival cinematografico itinerante per la diffusione di film storici e contemporanei.  Dal 1997, è co-fondatrice di Philistine Films, una casa di produzione cinematografica indipendente giordano-palestinese.
In qualità di membro della giuria principale ha preso parte al Festival di Cannes 2018, sezione Un Certain Regard, e al Festival di Berlino 2020.

## Filmografia parziale

### Regista

#### Cinema
- Il sale di questo mare (Milh Hadha al-Bahr) (2008)
- Quando ti ho visto  (Lamma shoftak) (2012)
- Wajib - Invito al matrimonio (Wajib) (2017)

#### Cortometraggi
- A Post Oslo History (1998)
- The Satellite Shooters (2001)
- Palestine is waiting, co-diretto con Dahna Abourahme, Jess Ghannam, e Suzy Salamy (2001)
- Like Twenty Impossibles (2003)
- A Few Crumbs for the Birds (Quelques miettes pour les oiseaux), co-diretto con Nassim Amaouche (2005)
- An Explanation: And Then Burn the Ashes (2006)

### Produttrice
- Il sale di questo mare (Milh Hadha al-Bahr) (2008)
- Quando ti ho visto  (Lamma shoftak) (2012)
- 3000 Nights, regia di Mai Masri (2015)
- Mare Nostrum (cortometraggio, 2016)
- Wajib - Invito al matrimonio (Wajib) (2017)
- Give Up the Ghost, regia di Zain Duraie (cortometraggio, 2019)
- The Present, regia di Farah Nabulsi (cortometraggio, 2020)
- The Translator, regia di Anas e Rana Khalaf (2020)

## Premi e candidature
Locarno International Film Festival
- 2017: Candidatura al Leopardo d'Oro per Wajib - Invito al matrimonio
- 2017: Premio speciale ISPEC per Wajib - Invito al matrimonio
- 2017: Premio Don Chisciotte per Wajib - Invito al matrimonio

Festival di Cannes
- 2008: Candidatura al miglior film sezione Un Certain Regard per Il sale di questo mare
- 2008: Candidatura al premio Caméra d'or per Il sale di questo mare
- 2018: Arab Critic Award al miglior film per Wajib - Invito al matrimonio
- 2018: Arab Critic Award alla migliore sceneggiatura per Wajib - Invito al matrimonio

Festival internazionale del cinema di Berlino
- 2013: Premio NETPAC per Quando ti ho visto
- 2013: Candidatura al premio Cinema Fairbindet per Quando ti ho visto

BFI London Film Festival
- 2017: Candidatura al miglior film per Wajib - Invito al matrimonio
- 2017: Honourable Mention al miglior film per Wajib - Invito al matrimonio
- 2017: Premio della giuria per Wajib - Invito al matrimonio

Dubai International Film Festival
- 2008: Miglior regista per Il sale di questo mare
- 2008: Candidatura al miglior film per Il sale di questo mare
- 2017: Miglior film per Wajib - Invito al matrimonio

Festival internazionale del cinema di Abu Dhabi
- 2012: Miglior film del mondo arabo per Quando ti ho visto
- 2012: Candidatura al miglior film per Quando ti ho visto

Amiens International Film Festival
- 2013: Premio SIGNIS per Quando ti ho visto
- 2013: Premio del pubblico al miglior film per Quando ti ho visto

Giornate cinematografiche di Cartagine
- 2008: Miglior film per Il sale di questo mare
- 2012: Premio speciale della giuria per Quando ti ho visto

Palm Springs International Film Festival
- 2012: Candidatura al miglior regista straniero per Quando ti ho visto
- 2018: Candidatura al premio FIPRESCI come miglior film in lingua straniera per Wajib - Invito al matrimonio

Festival internazionale del cinema di Mar del Plata
- 2017: Miglior film straniero per Wajib - Invito al matrimonio
- 2017: Premio ACCA della giuria per Wajib - Invito al matrimonio
- 2017: Premio SIGNIS per Wajib - Invito al matrimonio

Montpellier Mediterranean Film Festival
- 2005: Premio della critica al miglior film per Quelques miettes pour les oiseaux
- 2018: Premio del pubblico al miglior film in lingua straniera per Wajib - Invito al matrimonio

Altri riconoscimenti
- 2002: Columbia University Film Festival – Premio del pubblico al miglior film per Like Twenty Impossibles
- 2003: Chicago International Film Festival – Miglior cortometraggio di un regista esordiente per Like Twenty Impossibles
- 2003: Nantucket Film Festival – Premio alla miglior sceneggiatura per Like Twenty Impossibles
- 2004: Biennale del Cinema Arabo di Parigi – Miglior cortometraggio per Like Twenty Impossibles
- 2007: Festival internazionale del cinema di San Sebastián – Premio Cinema in Motion per Il sale di questo mare
- 2012: Cairo International Film Festival – Premio speciale Arabs in The International Cinema per Quando ti ho visto
- 2012: São Paulo International Film Festival – Candidatura al premio della giuria come miglior film per Quando ti ho visto
- 2013: International Istanbul Film Festival – Candidatura al Tulipano d'Oro per Quando ti ho visto
- 2013: International Film Festival of India – Candidatura al Pavone d'Oro per Quando ti ho visto
- 2013: Sarajevo Film Festival – Candidatura al premio del pubblico come miglior film per Quando ti ho visto
- 2013: Bari International Film Festival – Candidatura al miglior regista per Quando ti ho visto
- 2013: Tallinn Black Nights Film Festival – Candidatura al premio FIPRESCI per Quando ti ho visto
- 2018: MedFilm Festival – Premio della giuria al miglior film per Wajib - Invito al matrimonio
- 2018: Middle East Now – Premio del pubblico Middle East Now per Wajib - Invito al matrimonio